# Höninger Bach
Der Höninger Bach ist ein knapp 6 km langer Bach und ein rechter Zufluss des Eckbachs. Er fließt auf seiner gesamten Länge im rheinland-pfälzischen Landkreis Bad Dürkheim.

## Geographie

### Quellbäche
Der Höninger Bach im nordöstlichen Pfälzerwald hat zwei Quellbäche.

#### Kieferntalbach
Der etwa 1,3 km lange Kieferntalbach ist der rechte Quellbach und der Hauptstrang (GKZ 239164) des Höninger Bachs. Er hat ein Einzugsgebiet von 1,37 km².
Er entspringt auf einer Höhe von 355 m ü. NHN 500 m nordöstlich des 450,1 m hohen Gipfels der Mönchskappe und nordwestlich des 459 m hohen Ameisenkopfs direkt neben der Kreisstraße 31, die Leistadt mit Altleiningen verbindet. Er fließt in nordnordwestlicher Richtung durch das gleichnamige Tal am Ostfuß der Mönchskappe entlang.

#### Kohltalbach
Der etwa 1,2 km lange Kohltalbach ist der linke Quellbach des Höninger Bachs. Er hat ein Einzugsgebiet von 1,81 km² und wird amtlicherseits trotz seines größeren Einzugsgebiets nur als Nebenstrang (GKZ 2391642) angesehen. 
Er tritt auf einer Höhe von 353 m ü. NHN im Kohlbrunnen zutage. Seine Quelle liegt zwischen dem 485,2 m hohen Steinkopf in Westen und der Mönchskappe im Osten gut 800 m westlich der Quelle des Kieferntalbachs. Er fließt in nordnordöstlicher Richtung durch das Kohltal am Westfuß der Mönchskappe entlang.

### Weiterer Verlauf
Nach jeweils gut einem Kilometer vereinigen sich die beiden Quellbäche auf einer Höhe von ungefähr 306 m, und das nunmehr Höninger Bach genannte Gewässer fließt nach Norden. Etwa 2 km später streift der Bach das südöstliche Siedlungsgebiet des zur Ortsgemeinde Altleiningen gehörenden Dorfes Höningen, nach dem er seinen Namen hat. Dort biegt er nach Nordosten ab, talwärts weiter von der K 31 begleitet. Auf dieser Strecke fließt ihm von rechts der Langentalbach zu.
Rund 3 km unterhalb von Höningen mündet der Höninger Bach beim zu Altleiningen gehörenden Weiler Kleinsägmühle auf 218 m Höhe von rechts in den Eckbach.
Der 5,853 km lange Lauf des Höninger Bachs endet ungefähr 137 Höhenmeter unterhalb der Quelle des Kieferntalbachs, er hat somit ein mittleres Sohlgefälle von etwa 23 ‰.

### Zuflüsse
- Kohltalbach[5] (linker Quellbach, Nebenstrang), 1,2 km; 1,81 km²
- Kieferntalbach[2] (rechter Quellbach, Hauptstrang), 1,3 km; 1,37 km²
- Bach vom Grähberg (rechts), 0,9 km; 1,38 km²
- Langentalbach (rechts), 2,3 km; 3,99 km²